# Hermann Jacobi (pianobouwer)
Hermann Jacobi is een Zwitsers pianobouwer. Hij bouwt buffetpiano's, vleugelpiano's (al of niet zelfspelend) en elektronische piano's.
Christian Burger produceerde het eerste instrument in 1872 in zijn werkplaats te Burgdorf. Toen deze loods te klein werd, verhuisde de fabriek in 1875 naar Biel. Vier jaar later werd Hermann Jacobi, een vakman uit Thun aangetrokken en de eerste Burger & Jacobi fabriek was een feit.
In 1990 breidde Burger & Jacobi zijn productie uit met de oprichting van een tweede werkplaats in de Tsjechische stad Hradec Králové. 
Sinds 2001 bouwt directeur Jean Claude Heafliger piano's onder de merknamen Hermann Jacobi, Römhildt-Weimar en Gebr. Neumeyer.